# سینت پال، شهرستان سن پاتریسیو، تگزاس
سینت پال (به انگلیسی: St. Paul) یک منطقهٔ مسکونی در ایالات متحده آمریکا است که در شهرستان سن پاتریسیو، تگزاس واقع شده‌است. سینت پال ۵۸۴ نفر جمعیت دارد.